# Регионален исторически музей (Ямбол)
Вижте пояснителната страница за други значения на Регионален исторически музей.
Регионалният исторически музей в Ямбол, България се намира на улица „Бяло море“ 2 в централната част на града.

## История
Ямболският исторически музей дължи създаването си на безкористната, събирателска и проучвателска дейност на местни интелектуалци положили основите на историческите проучвания за региона. Още през 1886 г. в трикласното мъжко училище в Ямбол по инициатива на проф. Петър Нойков е учредена първата музейна сбирка. Археологическото ученическо дружество „Диана“ (основано 1925 г.) през 1926 г. също подрежда музейна сбирка. По това време известни местни интелектуалци основават гражданско археологическо дружество „Диамполис“, което развива активна дейност в областта на археологията и етнографията. Събраните от тези дружества експонати се съхраняват до 1936 г. в сградата на ямболската педагогическа гимназия. През 1948 г. отдел „Музеи и галерии“ при Комитета за наука, изкуство и култура с писмо предлага на ГНС-Ямбол да предвиди в бюджета си за 1949 г. службата „Асистент по старините“ и помещение за музей. На 26.І.1952 г. Венета Дачева е назначена на длъжност референт „Музей и картинна галерия“. С този акт се полага началото на музея като институция. Официално музеят е открит на 2.VІ.1953 г. като музей на революционното движение. До 1955 г. В. Дачева е единственият уредник в него. Първоначално в музея съществуват три отдела: исторически (включващ историческото развитие на Ямбол и региона от праисторията до 1944 г.); социалистическо строителство (отразяващ събитията след 1944 г.) и отдел природонаучен.

## Отдели

### Археология
- Праистория
- Античност
- Средновековие
- Нумизматика

### България през XV-XIX век
- Етнография
- Възраждане

### Нова и най-нова история
- Нова история
- Най-нова история